# 介護福祉士等修学資金貸付制度
介護福祉士等修学資金貸付制度（かいごふくししとうしゅうがくしきんかしつけせいど）とは厚生労働省によって実施されている政策であり、介護分野への就職を目指しており就学資金を必要としている者を対象として資金を貸し付ける制度。

## 概要
大学、短期大学、専門学校などといった介護福祉士養成施設に入学時と卒業時にそれぞれ20万円、就学中には毎月5万円を限度として無利子で貸し付けている。卒業後には返還する事となっているが、介護の仕事に5年間（場所によっては3年間）連続して従事した場合には返還が全額免除される事となっている。